# Gastrinoom
Een gastrinoom is een tumor in de alvleesklier die een overmatige hoeveelheid gastrine aanmaakt. Gastrine is een hormoon dat de maag aanzet tot de aanmaak van zuur en enzymen en daardoor ulcera peptica veroorzaakt.
Bij de meeste patiënten met deze aandoening komen verscheidene tumoren in en rond de alvleesklier voor. Ongeveer de helft van de tumoren is kwaadaardig.
Soms is een gastrinoom onderdeel van een erfelijke stoornis, Meervoudige Endocriene Neoplasie (MEN) genaamd, waarbij tumoren uit de cellen van verscheidene endocriene klieren ontstaan, waaronder de insulineproducerende cellen van de alvleesklier.